# Paraclius coxalis
Paraclius coxalis är en tvåvingeart som beskrevs av Van Duzee 1933. Paraclius coxalis ingår i släktet Paraclius och familjen styltflugor.
Artens utbredningsområde är Guatemala. Inga underarter finns listade i Catalogue of Life.